# 托马什·斯库赫拉维
托马什·斯库赫拉维（捷克語：Tomáš Skuhravý，1965年9月7日—），捷克男子足球运动员，司职前锋。他曾代表捷克斯洛伐克国家队参加1990年国际足联世界杯，结果队伍止步八强。